# بطولة طوكيو 2017 للشباب في قطاع غزة
بطولة طوكيو 2017 للشباب في قطاع غزة أو بطولة طوكيو 2017 للشباب في قطاع غزة تحت 19 سنة هي النسخة الثانية من بطولة طوكيو للشباب في قطاع غزة.
وتوج بها للمرة الثانية على التوالي نادي خدمات رفح ولكن هذه المرة، بعد أن فاز على نادي اتحاد الشجاعية في النهائي بنتيجة هدف مقابل لاشيء.